# 岡枝村
岡枝村（おかえだそん）は、山口県豊浦郡にあった村。現在の下関市菊川町の中心部にあたる。

## 地理
- 山岳 ： 六万坊山、六部山、京ヶ嶽
- 河川 ： 木屋川、田部川

## 歴史
- 1889年（明治22年）4月1日 - 町村制の施行により、上岡枝村・下岡枝村・吉賀村の区域をもって発足。
- 1951年（昭和26年）4月1日 - 楢崎村と合併して菊川村が発足。同日岡枝村廃止。

## 交通

### 鉄道路線
- 長門鉄道（1956年廃止）
  - 長門鉄道線
    - 岡枝駅 - 込堂駅